# Középpontos háromszögszámok
A középpontos háromszögszámok a figurális számokon belül a középpontos sokszögszámokhoz tartoznak; olyan alakzatokat jellemeznek, ahol a középpontban egy pont van, és azt háromszög alakú pontrétegek veszik körül. Az alábbi ábra szemlélteti a középpontos háromszögszámok generálását. Minden lépésben a piros pontok mutatják a már meglévő pontokat, az új pontok pedig kékek:
Az n. középpontos háromszögszám képlete a következő:
{\displaystyle {{3n^{2}+3n+2} \over 2}.}
Az első néhány középpontos háromszögszám a következő:
1, 4, 10, 19, 31, 46, 64, 85, 109, 136, 166, 199, 235, 274, 316, 361, 409, 460, 514, 571, 631, 694, 760, 829, 901, 976, 1054, 1135, 1219, 1306, 1396, 1489, 1585, 1684, 1786, 1891, 1999, 2110, 2224, 2341, 2461, 2584, 2710, 2839, 2971, … (A005448 sorozat az OEIS-ben)
Minden ilyen szám hárommal osztva egyet ad maradékul, 10 felett pedig mindig három egymást követő háromszögszám összege.

## Középpontos háromszögprímek
A középpontos háromszögprímek azok a prímszámok, amelyek középpontos háromszögszámok.
Az alábbi felsorolás az első néhány ilyen prímet mutatja:
19, 31, 109, 199, 409, … (A125602 sorozat az OEIS-ben)
(A hozzájuk tartozó n értékek rendre: 3, 4, 8, 11, 16, …)